# 桜井しおり
桜井 しおり（さくらい しおり、1995年〈平成7年〉1月26日 - ）は、日本の女優、声優、ダンサー。スペースクラフト所属。

## 来歴・人物
宮城県出身。3歳からクラシックバレエを習い、3歳からピアノを習う。
2014年4月に東京音楽大学声楽科に入学。2015年1月にオリエンタルランドに入社し、ダンサーとしても活動。
ゼロイチファミリアに所属して、主に舞台で活動していたが、声優養成所・studio Cambriaに通い、在学中の2017年からは声優としてアニメにも出演。2018年3月28日よりLALと業務提携し、声のみ預り所属となった。
2019年4月末にゼロイチファミリア、LALを退所。「桜あず」から「櫻井馨織」に改名しフリーランスとなる。同年7月1日よりスペースクラフトに声優として所属。
2020年10月より俳優活動に重きを置くようになり、スペースクラフト内では第2営業部声優課から第3営業部トラント課に異動。これを機に、更に「櫻井馨織」から「櫻井しおり」に改名した。2023年1月31日にスペースクラフトを退所し、再びフリーランスとなる。その後、芸名を「桜井しおり」へと改名。
趣味はカラオケ、散歩。特技はバレエ、ジャズダンス。

## 出演

### 舞台
- Seiren Musical Project
  - 第33弾公演「Disney's My Son Pinocchio:Geppetto's Musical Tale」（2014年9月18日 - 22日、池袋シアターグリーン）
  - 第34弾公演「42nd Street」（2014年12月24日 - 28日、キンケロ・シアター） - ロレーヌ・フレミング 役
  - 第35弾公演「LITTLE WOMEN 〜若草物語〜」（2015年3月4日 - 9日、d-倉庫） - 四女エイミー 役
- トロイアの女たち（2016年8月24日 - 28日、アトリエファンファーレ高円寺） - ヘカベ 役
- VSクリスマス（2016年12月22日 - 25日、新宿シアターモリエール） - まみ 役（Wキャスト）
- 追放選挙（2017年8月23日 - 27日、新宿村LIVE） - 雪乃目伶 役
- 熱海殺人事件「水野朋子物語」（2018年4月13日 - 16日、阿佐ヶ谷アルシェ） - 水野朋子 役
- 劇団ToyLateLie 第6回本公演「稔」（2018年8月15日 - 19日、LIVESTAGE hodgepodge）
- カミナリフラッシュバックス「パンセク♡」（2018年10月31日 - 11月4日、千本桜ホール）
- 劇団コノエノ! 「ヴァンパイアバンド・ファイナル！」(2019年1月5日 - 1月13日、下北沢シアター711）‐ 日替わりゲスト
- ANSWER　(2019年8月16日 - 18日、築地ブティストホール)　‐ 土井唯 役
- 浮世企画「誰そ彼」(2019年9月19日 - 23日、下北沢駅前劇場) - サリー役
- HERO〜心戦組外伝〜（2019年12月1日、草月ホール） ‐ 伊東甲子太郎役
- MECHABETH（2020年7月4日 - 9日、渋谷伝承ホール）  - 王姫役
- Alexandrite Stage Produce 「CHICACO」(2021年3月13日-21日、池袋シアターグリーン)- 三浦茜役
- 演劇ユニット☆宇宙食堂「スペースデブリっ娘」(2021年4月22日-26日、吉祥寺シアター)-清島ほの香役
- イマシブpresents「アンダーグラウンド・アンソロジー ep.2 Stalemate」(2021年7月22日-25日、シアターKASSAI)-アウラ役
- Requiem（2021年9月30 - 10月3日、シアターサンモール）- ねね役
- ミルクマンの朝は早い(2022年1月26 - 1月30日、スペース・ゼロ) - 福原リカ役
- エターナルメロディ〜終わらない歌を少女は歌う〜(2022年8月11 - 8月14日、コフレリオ新宿シアター) - メインフレーム、近藤千佳役
- ギャラクシー神楽(2023年1月7 - 1月9日、吉祥寺シアター) - 布刀玉鈴役
- こぼれるかけら（2023年4月12日 - 16日、Hall Mixa Tokyo（池袋））
- うみねこのなく頃に〜Stage of the golden Witch〜Episode6（2025年9月5日 - 8日〈予定〉、こくみん共済 coop ホール/スペース・ゼロ） - 八城十八 役
- 幻想水滸伝-門の紋章戦争篇-（2025年12月〈予定〉、シアターH / 12月〈予定〉、京都劇場） - オデッサ・シルバーバーグ役[8]

### テレビアニメ
2017年
- 鬼平（おさき）
- ポケットモンスター サン&ムーン（2017年 - 2018年、アナ、ボクレー、アブリボン）
- 僕のヒーローアカデミア（2017年 - 2024年、発目明、女性市民、市民） - 5シリーズ
- 闇芝居（タマコ 他）

2018年
- 新幹線変形ロボ シンカリオン（女生徒A）
- からくりサーカス（コンビニ客、フランシーヌの妹）

2019年
- ダイヤのA actII（女子生徒）

2020年
- ちはやふる3（生徒、女子部員）
- ゾイドワイルド ZERO（女の子）

2021年
- ポケットモンスター（アナ）
- かげきしょうじょ!!（圭子、店員、本科生）

### 劇場アニメ
- 映画 かいけつゾロリ ZZのひみつ（2017年、女生徒）
- 劇場版ポケットモンスター みんなの物語（2018年、リサの友達）

### ゲーム
- 僕のヒーローアカデミア スマッシュタップ / 激突！ヒーローズバトルW（2017年、発目明） - 2作品
- 東京クロノス（2019年、両角愛）
- ポケモンマスターズ / EX（2019年 - 2024年、スズナ[9]）

### インターネットテレビ
- こちらみんカメ編集部（2016年7月 - 2017年6月、AbemaTV AbemaNews） - 編集部員
- ANIMALS-アニマルズ-(2022年6月23日 -、ABEMA) - 店員役

### ネット配信
- アリスインプロジェクト『アイガク! バトラーズ&ストーリーズ』「アイガク・ストーリーズ」（2021年5月22日、ZAIKO）[10]
  - 「メモリーレコード」 - サラ 役

### DVD
- Cherry Blossom（2016年12月24日、竹書房）

### 写真集
- 桜あず 東京おでかけスナップ（2016年4月1日、デジタルブックファクトリー）

### シリーズ一覧
1. ↑  第2期（2017年）、第4期（2020年）、第5期（2021年）、第6期（2023年）、第7期（2024年）